# Клам
Клам (нем. Klam) — ярмарочная община (нем. Marktgemeinde) в Австрии, в федеральной земле Верхняя Австрия. 
Входит в состав округа Перг. Население составляет 903 человека (на 1 апреля 2009 года). Занимает площадь 8,4 км². Официальный код — 41107.

## Политическая ситуация
Бургомистр общины — Йозеф Фраундорфер (АНП) по результатам выборов 2003 года.
Совет представителей общины (нем. Gemeinderat) состоит из 13 мест.

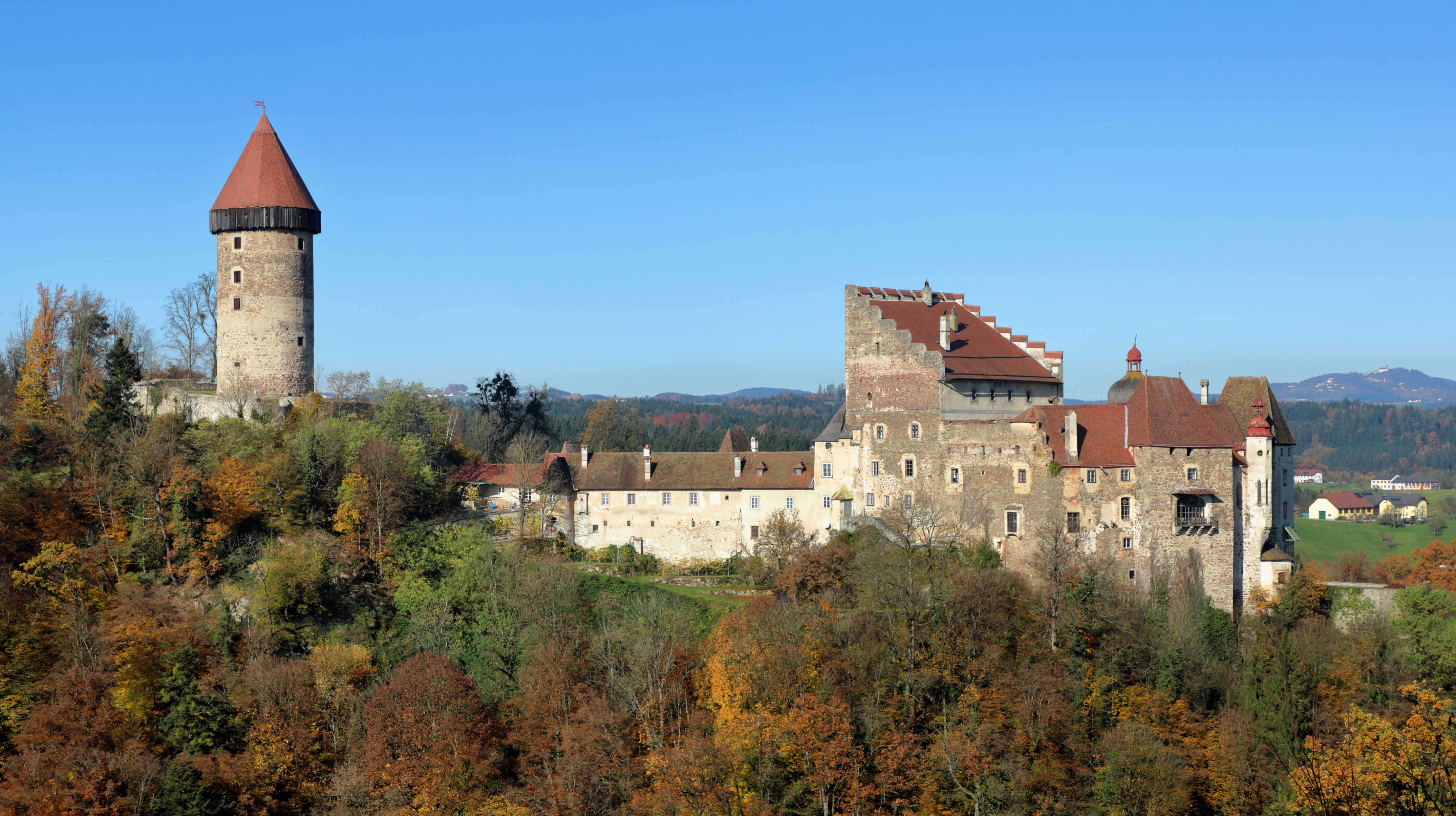
Замок Клам

- АНП занимает 8 мест.
- СДПА занимает 4 места.
- АПС занимает 1 место.